# Utgiftsmetoden
Utgiftsmetoden är ett av de tre sätt som används vid beräkning av bruttonationalprodukten (BNP).
Utgiftsmetoden utgår från principen att alla produkter har blivit köpta av någon. Därför måste värdet av samtliga produkter vara lika med folks totala utgifter till varuinköp.
Man kan säga att man helt enkelt mäter den totala mängden pengar som spenderas på köp av varor och tjänster under den givna perioden, det vill säga summan av alla utgifter.

## Beteckningar
C = Privat konsumtion
I = Investeringar
G = Offentliga utgifter för konsumtion och investeringar
X= Exportinkomster
IM = Importutgifter

### Metod
Kan skrivas på två sätt: (Obs! Y = BNP)
```
Y = C + I + G + X - IM
```

eller
```
Y = C + I + G + NX
```

NX = Nettoexport (NX = X - IM)